# Aklak Air
Aklak Air es una aerolínea que brinda servicios en los Territorios del Noroeste, en Canadá. Su centro de operaciones se encuentra en el Aeropuerto de Inuvik.

## Historia
La empresa fue creada en 1977, iniciando operaciones en 1978. En 1994, a través de un joint venture entre la Inuvialuit Development Corporation y Kenn Borek Air Ltd.  Desde su formación en 1977, Inuvialuit Development Corporation controla varias empresas de aviación, que sirven a comunidades aborígenes del norte de Canadá.

## Destinos
| Provincia                | Destinos       | Aeropuertos                                     |
| ------------------------ | -------------- | ----------------------------------------------- |
| Territorios del Noroeste | Fort McPherson | Aeropuerto de Fort McPherson (sólo en invierno) |
| Territorios del Noroeste | Inuvik         | Aeropuerto de Inuvik (HUB)                      |
| Territorios del Noroeste | Paulatuk       | Aeropuerto de Paulatuk                          |
| Territorios del Noroeste | Sachs Harbour  | Aeropuerto de Sachs Harbour                     |
| Territorios del Noroeste | Ulukhaktok     | Aeropuerto de Ulukhaktok-Holman                 |

## Flota
| Aeronaves                            | En servicio | Pedidos | Matrículas | Año de construcción |
| ------------------------------------ | ----------- | ------- | ---------- | ------------------- |
| Basler BT-67                         | 3           | —       | C-GGSU     | 1943                |
| Basler BT-67                         | 3           | —       | C-GAWI     | 1943                |
| Basler BT-67                         | 3           | —       | C-GHGF     | 1943                |
| De Havilland Canadá DHC-6 Twin Otter | 4           | —       | C-FBBV     | 1971                |
| De Havilland Canadá DHC-6 Twin Otter | 4           | —       | C-FAKB     | 1977                |
| De Havilland Canadá DHC-6 Twin Otter | 4           | —       | C-FBBW     | 1978                |
| De Havilland Canadá DHC-6 Twin Otter | 4           | —       | C-GKBH     | 1981                |
| Total                                | 7           | —       |            |                     |

| Aeronaves                          | Total | Introducido | Retirado | Matrículas                      |
| ---------------------------------- | ----- | ----------- | -------- | ------------------------------- |
| Beechcraft King Air                | 2     | 1987        | 1996     | C-GDOM y C-FIDN                 |
| Beechcraft Modelo 99 Airliner      | 4     | 1988        | 1996     | C-FIRC, C-FBCH, C-GKBA y C-FKBK |
| Britten-Norman Islander            | 2     | 1990        | 1993     | C-GGYY y C-GMOP                 |
| De Havilland Canadá DHC-2 Beaver   | 1     | 1977        | 1983     | C-FMAZ                          |
| Dornier Do 228                     | 2     | 1992        | 2018     | C-FUCN y C-FYEV                 |
| Fairchild-Swearingen Metroliner II | 1     | 1989        | 1992     | C-FIIC                          |
| Piper PA-31 Navajo                 | 1     | 1982        | 1994     | C-GBDJ                          |

## Imágenes

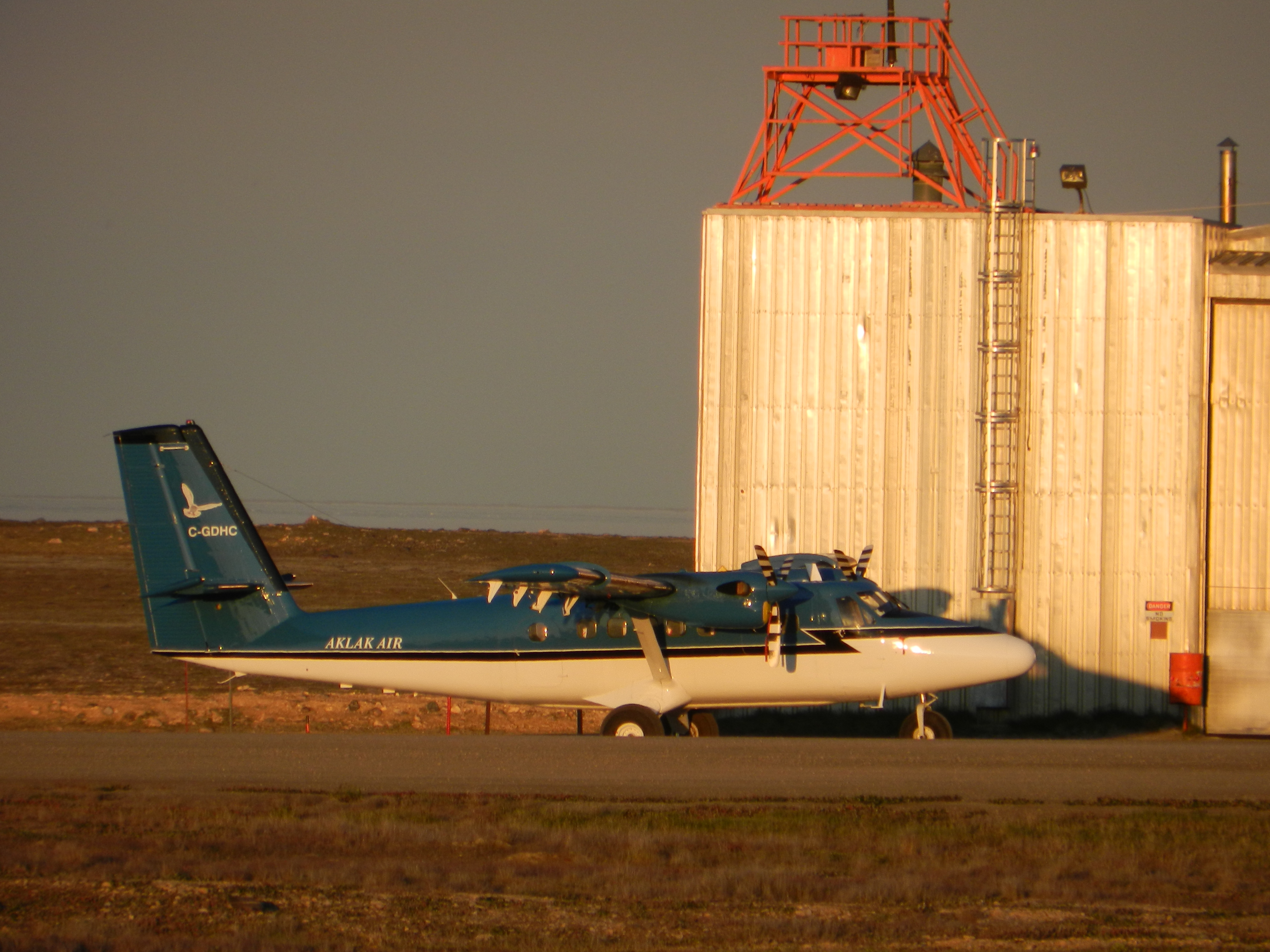
Aklak Air DHC6 en Cambridge Bay.
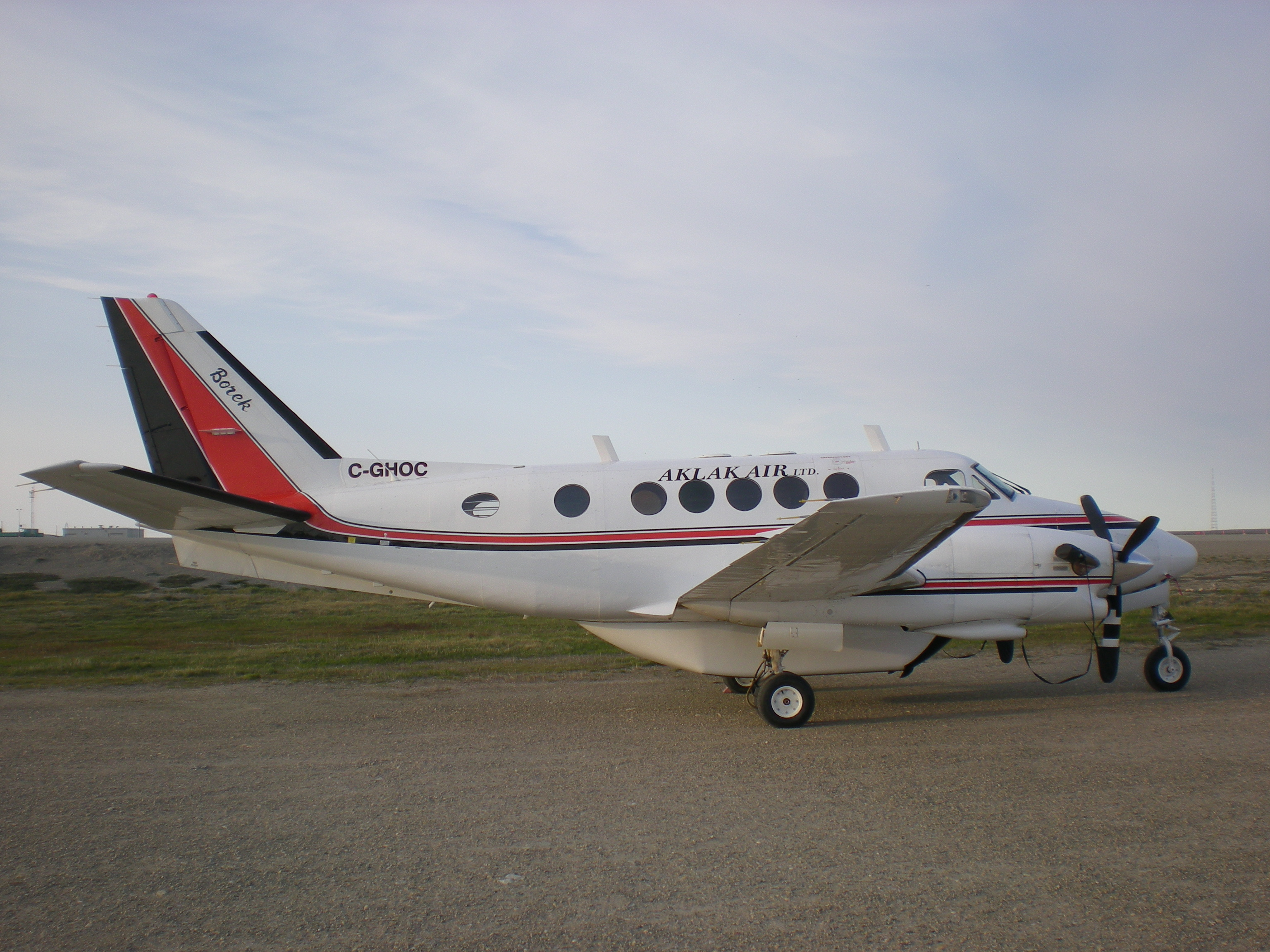